# Lucio Sandín Sayago
Lucio Sandín Sayago, né le 3 octobre 1963 à Madrid, est un matador espagnol.

## Présentation et carrière
Il s'inscrit à l'école taurine de Madrid en même temps qu'il poursuit ses études d'ophtalmologie, et dès la saison 1979, il participe à de nombreuses novilladas. Sa première novillada piquée a lieu le 2 mars 1980 dans les arènes de Ciempozuelos (Madrid). Deux mois plus tard, il se présente à Las Ventas face à du bétail de García Romero. En 1983, gravement blessé à Séville par un taureau de Baltasar Ibán, il perd son œil droit, ce qui ne l'empêche pas de se présenter pour son alternative dans les Arènes de la Real Maestranza de Caballería de Séville avec pour parrain Curro Romero, et pour témoin, Rafael de Paula face à la ganadería Torrestrella.
Lors de sa confirmation d'alternative, le 23 mai 1986 à Madrid, avec pour parrain José Antonio Campuzano et pour témoin Victor Mendes, il affronte du bétail de Murteira Grave, il triomphe et l'année suivante, le 20 avril, on le retrouve à Arles aux côtés des plus grands : Joselito, José Ortega Cano. Les naturelles de Lucio  et son temple sont exceptionnels. Il sort de l'amphithéâtre romain a hombros avec deux oreilles.
Mais l'année 1990 est celle des blessures graves. Un taureau de Murteira Grave le cueille à Madrid le 4 mars 1990 à la sortie d'une demi-véronique et lui inflige une sévère blessure (vingt cinq centimètres) à la cuisse droite et Lucio, qui n'est plus apte à toréer, se retire du ruedo pour poursuivre ses études d'ophtalmologie. Il devient spécialiste et dirige une affaire de produits pharmaceutiques.
Après une carrière honnête, il ressentira toujours le besoin d'affronter les taureaux qui ont fait de lui un handicapé, mais cela se révèle impossible. Homme d'honneur, très apprécié du milieu taurin, il laisse le souvenir d'un torero classique, puriste et profond, dont le courage fait encore référence aujourd'hui.